# Melyik úton járjak?
A Melyik úton járjak? (eredeti cím: What a Way to Go!) 1964-ben bemutatott amerikai filmvígjáték Shirley MacLaine, Paul Newman, Robert Mitchum, Dean Martin, Gene Kelly, Bob Cummings és Dick Van Dyke főszereplésével. 
A fekete humorú vígjáték öt epizódban meséli el egy Louisa nevű lány házasságait, melynek során a férjek pillanatok alatt sikertelenből sikeressé, szegényből gazdaggá, milliomosból milliárdossá válnak, majd abszurd módon elhaláloznak. A filmben a halálesetek humoros módon kerülnek ábrázolásra. A film 1964 11-ik legjövedelmezőbb filmje volt Amerikában, több kategóriában Oscar-díj és BAFTA-díj jelölték. 
A magyarországi mozikban 1968. június 20-án mutatták be, feliratos változatban. Több alkalommal adták televízióban.

## Cselekmény
Louisa, egy fiatal, nagyon szomorú özvegy keresi fel az amerikai adóhivatalt. Nem adótartozást akar rendezni, hanem a teljes vagyonát, 211 millió dollárját ajánlja fel az állam számára. Miután kiderül, hogy a dolog nem vicc és beugratás, a pénz elfogadása előtt pszichiáterhez kell mennie. A díványon egy meglepő történet bontakozik ki. 
Louisa úgy érzi, ő egy boszorkány, aki szándéka ellenére sikert és pénzt, majd korai halált hoz a férfiakra, ezért akar nem kívánt vagyonától megszabadulni. Egy kisvárosban nevelkedett, egy szerény körülmények között élő családban. Sosem vágyott gazdagságra, csak békében és szeretetben kívánt élni kiválasztottjával. 
A városnak két üzlete van. Az egyik egy nagyobb áruház, melynek tulajdonosa a gazdag, jóképű, de nagyképű Leonard, a másik egy az áruház melletti lerobbant kis szatócsbolt, melynek tulajdonosa a lúzer Edgar. Leonard nem csak a szatócsbolt telkére, hanem Louisa-ra is pályázik, ám ő Edgart és a szerény, de nyugodt életet választja. Leonard nem nyugszik bele a vereségbe, beállít hozzájuk és lekicsinylő megjegyzéseket tesz rájuk. Edgarban ekkor valami átszakad. Egyetlen célja lesz, legyőzni Leonardot. Akciókat, ajándékokat, ingyen házhozszállítást ajánl vevőinek, az addig elhanyagolt kis üzlet körül vásári forgatag lesz hamarosan. Dőlni kezd a pénz, de sosincs otthon, boldogságuk odalesz. A szatócsbolt helyén hatalmas áruházat épít, sosem pihen, pénz- és munkamegszállott lesz. Mottója: egy kis munkába még senki nem halt bele. Végül eléri célját, Leonard csődöt jelent és elhagyja a várost. Telefonon közli az örömhírt feleségével, lám, egy kis munkába még senki sem halt bele, majd abban a pillanatban hanyattesik és meghal. Louise kétmillió dollárt örököl tőle. 
Hogy felejtsen, Párizsba utazik, ahol összeismerkedik egy alternatív pop-art művésszel, Larryvel. Larryt abszolúte nem érdekli, hogy nincs sikere és még sosem adott el egyetlen képet sem. Szerelembe esnek, majd összeházasodnak, szerényen, de egymást szeretve élnek párizsi bohéméletet. Larry eddig a csimpánzával festette képei egy részét, de most bevet egy új találmányt, a hangokat mozgássá alakító festőrobotot. Különféle zörejeket használ a festéshez, persze képei továbbra se kellenek senkinek. Louisa egy nap kitalálja, klasszikus zenei hanglemezek szolgáltassék a hangalapot a festéshez. Ezzel minden rosszra fordul. Az így készült festményeknek hatalmas sikerük lesz, dőlni kezd a pénz, Larry természete pillanatok alatt megváltozik, boldogságuk oda lesz. Végül már éjjel-nappal hat festőrobot készíti a hatalmas képeket, ám beüt a baj. Az egyik meghibásodott robot „fellázítja” a többit, gazdájuk ellen fordulnak, majd megölik. 
Louisa elhatározza, sosem megy többé férjhez. Hazautazna Párizsból, ám lekési a repülőt. A repülőtéren összeakad egy dúsgazdag iparmágnással, aki hallotta a szomorú esetet, majd felajánlja, elviszi Amerikába saját repülőgépén. Az egyik pillanatban playboynak tűnő, másikban visszafogott úriember Rodnak két szerelme van, a cége és Melissa, a díjnyertes tehén. Gazdagsága ellenére érződik rajta a boldogtalanság. Kiderül, kettőjük között sok a hasonlóság, mire megérkeznek Amerikába szerelembe esnek egymással, majd összeházasodnak. Louisa úgy gondolja, Rod már gazdag, nem hozhat rá rontást a gazdagsággal. Egy napon furcsa hír érkezik, Rod egyik embere Rod tudta nélkül tranzakciókat kezdeményezett, a vagyon néhány nap alatt megháromszorozódott. Ismét rossz irányba fordultak a dolgok, de Louise rábeszélésére Rod hátat fordít a cégnek és gazdálkodni kezd egy farmon. Minden rendbejön, béke, szeretet és boldogság költözik a házukba. Egy nap Rod elmegy megfejni kedvencét, Melissát, ám tévedésből egy karámmal odébb megy és Melrose-t, a hatalmas bikát próbálja megfejni, amit a bika nem vesz jónéven. Louisa ismét megözvegyül. 
Elkeseredve ül egy kávézóban, amikor megszólítja egy férfi, Pinky Benson, a nem éppen sikeres művész. Az utca túlsó oldalán lép fel már 14 éve ugyanazzal a számmal, bohócruhában bökverseket mond a közönségről és elénekel egy dalt. A siker és gazdagság nem érdekli. Louisa negyedszer is férjhez megy. Ismét szerényen, de boldogan él sikertelen férje mellett. Egy napon Pinky születésnapi bulijára készülődnek, nincs idő már a bohócruhára és maszkra. Louisa javasolja, lépjen fel ez alkalommal természetes önmagában. Pinky szabadkozik, fél, hogy kinevetik, de végül belemegy. A bohócszámra éveken keresztül unatkozó közönség elragadtatott, hatalmas a siker. Pinky pillanatok alatt elindul a világhír felé, ünnepelt filmsztár lesz, Louisa meg otthon unatkozik a hatalmas, minden ízében rózsaszínre festett kastélyukban. Louisa ötlete ismét végzetet hoz, Pinkyt egy filmbemutató után darabokra tépik a rajongók.
A történet ennyi, a pszichiáter ezek után sem tudja Louisa boszorkány-e, viszont a történet úgy meghatja, hogy a meggazdagodást és a halált is vállalva megkéri Louise kezét, persze kikosarazzák. A lánykérés közben viszont elfeledkezik róla, hogy a forogni és emelkedni is képes dívány éppen a plafonnál jár, leesik és elájul. A takarító jön segíteni, akiben Louisa megdöbbenve fedezi fel az elszegényedett Leonardot. Ő már nem haragszik, sőt, élete jobb, amióta nem áruháztulajdonos. Louisa is elárulja, a fölényesség és nagyképűség mögötti igazi Leonardot mindig is szerette. 
Összeházasodnak, egy kis farmon gazdálkodnak, boldogan élnek. Egy napon Leonard éppen szánt, amikor a traktor nyomában vastag sugárban spriccelni kezd a kőolaj. Leonard boldog, újra gazdagok lesznek, Louisa elkeseredett. Szerencsére minden rendbejön, csak belevágtak egy kőolajvezetékbe. Továbbra is szerényen és boldogan élnek a farmon.

## Főszereplők
- Shirley MacLaine – Louisa May Foster
- Dick Van Dyke – Edgar Hopper, szatócsbolt tulajdonos, ez első férj
- Paul Newman – Larry Flint, sikertelen, bohém festőművész, a második férj
- Robert Mitchum – Rod Anderson, Jr., gazdag cégtulajdonos, a harmadik férj
- Gene Kelly – Pinky Benson, sikertelen énekes-táncos, a negyedik férj
- Dean Martin – Leonard Crawley, kisvárosi áruháztulajdonos, az ötödik férj
- Bob Cummings – Dr. Victor Stephanson, pszichiáter

## Érdekességek
- A filmben elsők között alkalmazták a később gyakori módszert, miszerint a filmgyár film eleji logója a történetnek megfelelőre van változtatva, ebben az esetben Pinky rózsaszín mániájának megfelelően rózsaszínre.
- Louisa a pszichiáternél minden egyes házasságát egy filmműfajhoz hasonlította. Az első egy némafilm burleszk, a második egy fekete-fehér romantikus francia film a Montmartre művészvilágáról, a harmadik egy szuperprodukció a szuper-gazdagok luxusvilágáról, a negyedik egy klasszikus filmmusical. A filmek hossza pár perc, az utolsóban egy Gene Kelly és Shirley MacLaine táncjelenet látható.
- Louisa szerepét eredetileg Marilyn Monroe játszotta volna. Halála miatt a forgatás kezdete egy évet késett. Shirley MacLaine az Irma, te édes főszerepét is Marilyn Monroe halála miatt kapta meg.
- Ron Anderson szerepét eredetileg Frank Sinatra alakította volna, aki azonban az utolsó pillanatban elfogadhatatlan mértékben megemelte gázsiigényét.